# Edana Romney
Edana Romney (15 tháng 3 năm 1919 - 17 tháng 12 năm 2002) là một nữ diễn viên, nhà văn và người dẫn chương trình truyền hình Nam Phi, sinh sống tại London và sau đó ở Nam California.

## Cuộc sống và sự nghiệp ban đầu
Sinh ra với tên khai sinh là Edna Rubenstein ở Johannesburg, Edana Romney là người gốc Do Thái, ông nội của bà là một người Do Thái Ailen đã di cư đến Nam Phi. Romney được đào tạo như một vũ công từ khi còn nhỏ và xuất hiện lần đầu tiên tại Johannesburg vào năm 1930, năm cô tròn 11 tuổi. Chuyển đến London, Romney - khi đó 14 tuổi - đã nhập học thành công vào Học viện Nghệ thuật Sân khấu Hoàng gia (RADA), tự nhận mình đủ 16 tuổi và giành được học bổng học tại RADA vào năm 1935 và 1936.
Sau khi rời RADA, Romney đã hoạt động chủ yếu trong các vở kịch sân khấu khu vực của Vương quốc Anh, bao gồm Nhà hát Hoàng tử (Bristol) sản xuất vở The Matador của Matheson Lang năm 1936. Cô xuất hiện trong vở kịch do West End sản xuất với James Bridie làm đạo diễn, Tobias and the Angel tại St Martin's Theatre năm 1938. Cùng năm đó, cô đã biểu diễn trong tác phẩm Tobias and the Angel của Regent's Park Open Air và vai Titania trong Giấc mộng đêm hè.
Vai diễn đầu tiên trên màn ảnh thường xuyên của Romney là sự tái hiện vai diễn sân khấu của cô trong một phiên bản của Tobias and the Angel năm 1939 của BBC-TV. Năm 1941, cô ra mắt bộ phim điện ảnh đầu tay với phim East of Piccadilly, đóng vai phụ nhưng quan trọng (nạn nhân bị sát hại trong đoạn mở đầu của bộ phim). Tuy nhiên, vai diễn phim thứ hai của cô, trong Alibi, chỉ là tình cờ.

## Corridor of Mirrorsvà sự nghiệp tiếp theo
Mặc dù vai diễn của cô trong bộ phim Alibi năm 1942 chỉ là tình cờ, nhưng Romney và nhà biên kịch của bộ phim Rudolph Cartier đã trở nên quen thuộc trên trường quay dẫn đến việc thành lập công ty sản xuất phim của riêng họ. Họ đã giành được bản quyền cho cuốn tiểu thuyết Corridor of Mirrors năm 1941 của Chris Massey. Cartier và Romney đồng sáng tác một kịch bản và họ tìm cách sản xuất với Romney là là nữ diễn viên chính - dự án này mất gần bảy năm để thành hiện thực. Theo Romney, một số hãng phim muốn mua kịch bản nhưng không quan tâm đến Romney đóng vai chính ngôi sao. Đó cũng là ý định hợp tác của Cartier / Romney mà Cartier sẽ đóng vai trò đạo diễn cho bộ phim.
Corridor of Mirrors cuối cùng đã được quay vào năm 1947 sau khi Cartier và Romney tài trợ cho một showreel của Romney trong các cảnh được lên kế hoạch cho bộ phim, trong đó đã khiến thần tượng matinee hàng đầu Eric Portman đóng vai người đàn ông vai nam chính với Romney. Corridor of Mirrors đánh dấu sự ra mắt của đạo diễn Terence Young - Cartier bị loại khỏi vai trò đạo diễn do sự phản đối của công đoàn - và bộ phim được phát hành vào năm 1948 với thành công cả về mặt thương mại và phê bình. 